# Peperomia obruenda
Peperomia obruenda är en pepparväxtart som beskrevs av William Trelease. Peperomia obruenda ingår i släktet peperomior, och familjen pepparväxter. Inga underarter finns listade i Catalogue of Life.